# 村上朝日堂
『村上朝日堂』(むらかみあさひどう)は、村上春樹のエッセイ集、および公式サイト。

## エッセイ集（1984年）

### 概要
1984年7月15日、若林出版企画より単行本が出版された。表紙は安西水丸。1987年2月25日に新潮社から新潮文庫として文庫化された。
『日刊アルバイトニュース』（1982年8月16日号 - 1984年5月21日号）連載のコラム「シティ・ウォーキン」、『ビックリハウス』1984年2月号掲載の「千倉における朝食のあり方」、同誌1984年3月号掲載の「千倉における夕食のあり方」、『GORO』1984年2月23日号掲載の「男にとって早い結婚はソンかトクか」などがまとめて収録されている。
シリーズ初回より安西水丸が挿絵を担当した。「付録 (1)  カレーライスの話」と「付録 (2)  東京の街から都電のなくなるちょっと前の話」の2編は安西が文を書き、村上が挿絵を描いている。
後に、同じスタイルのエッセイが『週刊朝日』誌上で『週刊村上朝日堂』として連載され、『村上朝日堂の逆襲』として書籍化された。『日刊アルバイトニュース』の連載は朝日新聞社に関係なく、「朝日」の冠は偶然である。

### 内容
- 一度僕の働いている新宿のレコード店に藤圭子さんが来たことがあった。すごくすまなそうかんじで「あの、売れてます？」とニコッと笑って僕にたずねた。
- 昔僕の家は毎月河出書房の「世界文学全集」と中央公論社の「世界の歴史」を一冊ずつ書店に配達してもらっていて、僕はそれを一冊一冊読みあげながら十代を送った。
- フリオ・イグレシアスのどこが良いのだ！ 僕のこれまでの経験によると、あの手ののっぺりした顔だちの男にロクなのはいない。
- 先日久々に「ロシアより愛をこめて」を観ていたら、「君がいなくなるとイスタンブールもさびしくなるね (Life in Istanbul will never be the same without you)」と言うシーンがあった。
- 僕はお正月にはあまり他人の家には行かない。テレビの音がうるさいからである。お正月のテレビ番組ってどうしてあんなにみんな絶叫しているんだろうか？

## ウェブサイト
1996年6月に村上は同名のウェブサイトを開設した。サイト内で読者と交わしたメールの類はCD-ROMと書籍で、朝日新聞社が販売した。
| 更新期間                       | CD-ROM                                      | 書籍 |
| ------------------------------ | ------------------------------------------- | --- |
| 1996年6月4日 - 1997年11月11日  | 夢のサーフシティー（1998年6月）             | 「そうだ、村上さんに聞いてみよう」と世間の人々が村上春樹にとりあえずぶっつける 282の大疑問に果たして村上さんはちゃんと答えられるのか?（2000年8月） 「これだけは、村上さんに言っておこう」と世間の人々が村上春樹にとりあえずぶっつける 330の質問に果たして村上さんはちゃんと答えられるのか?（2006年3月） |
| 1998年2月14日 - 1999年11月18日 | スメルジャコフ対織田信長家臣団（2001年4月） | 「そうだ、村上さんに聞いてみよう」と世間の人々が村上春樹にとりあえずぶっつける 282の大疑問に果たして村上さんはちゃんと答えられるのか?（2000年8月） 「これだけは、村上さんに言っておこう」と世間の人々が村上春樹にとりあえずぶっつける 330の質問に果たして村上さんはちゃんと答えられるのか?（2006年3月） |
| 2006年3月8日 - 2006年6月8日    | 未刊                                        | 「ひとつ、村上さんでやってみるか」と世間の人々が村上春樹にとりあえずぶっつける 490の質問に果たして村上さんはちゃんと答えられるのか?（2006年11月） |

## 「村上朝日堂」関連書籍リスト

### 単行本
- 『村上朝日堂』 若林出版企画（1984年7月） ISBN 978-4948718067
- 『村上朝日堂の逆襲』 朝日新聞社（1986年6月） ISBN 978-4022555434
- 『村上朝日堂はいほー!』 文化出版局（1989年5月） ISBN 978-4579303090
- 『村上朝日堂超短篇小説 夜のくもざる』 平凡社（1995年5月） ISBN 978-4582828894
- 『うずまき猫のみつけかた―村上朝日堂ジャーナル』 新潮社（1996年5月） ISBN 978-4103534068
- 『村上朝日堂はいかにして鍛えられたか』 朝日新聞社（1997年5月） ISBN 978-4022571328

### 「村上朝日堂ホームページ」より再編集されたもの
上記参照

### 「村上朝日堂」を冠していないが同コンセプトのもの
- 『ランゲルハンス島の午後』 光文社（1986年11月30日） ISBN 4-334-97047-8 ※連載時タイトルは「村上朝日堂画報」。
- 『少年カフカ』 新潮社（2003年6月11日） ISBN 978-4103534150
- 『村上ラヂオ』 マガジンハウス（2001年6月8日） ISBN 978-4838713141 ※挿絵は大橋歩。
- 『おおきなかぶ、むずかしいアボカド 村上ラヂオ2』 マガジンハウス（2011年7月7日） ISBN 978-4838722501 ※挿絵は大橋歩。
- 『サラダ好きのライオン 村上ラヂオ3』 マガジンハウス（2012年7月9日） ISBN 978-4838724505 ※挿絵は大橋歩。